# Calliprymna bisetosa
Calliprymna bisetosa är en stekelart som beskrevs av Graham 1966. Calliprymna bisetosa ingår i släktet Calliprymna och familjen puppglanssteklar.
Artens utbredningsområde är:
- Bulgarien.
- Sverige.

Arten är reproducerande i Sverige. Inga underarter finns listade.